# Sunway
Sunway(또는 Shenwei) 시리즈(SW-***) 마이크로 프로세서는 주로 중화 인민 공화국 군용으로 개발되었었다. 원래의 마이크로 프로세서의 아키텍처가 DEC 알파 프로세서(Alpha)에서 영감을 얻은 것으로 여겨지는 온라인 커뮤니티에서의 거론이 있다. SW-3은 특히 Alpha 21164를 기반으로 한 것으로 여겨진다.
HPL의 창시자인 미국 테네시 대학의 잭 동가라(Jack Dongarra) 교수는 SW26010와 관련해서 "Shenwei-64 Instruction Set (이것은 DEC Alpha 명령어 세트와 관련이 없음)"에 대해 언급하고 있으며, 이전 세대의 새 명령어 세트라고 말하지 않고있다. 명령어 집합의 정확한 세부 사항은 알려지지 않고있다.

## 시리즈

### Sunway SW-1
- 1세대(First generation)- 2006
- Single-core
- 900 MHz

### Sunway SW-2
- 2세대(Second generation)- 2008
- Dual-core
- 1400 MHz
- SMIC 130 nm process
- 70–100 W

### Sunway SW-3, SW1600
- 3세대(3G) - 2010
- 16-core, 64-bit RISC[5]
- 975–1200 MHz[5]
- 65 nm process
- 140.8 GFLOPS @ 1.1 GHz
- Max memory capacity: 16 GB
- Peak memory bandwidth: 68 GB/s
- Quad-channel 128-bit DDR3
- Four-issue superscalar
- 2 개의 정수 및 2 개의 부동소수점 실행 유닛
- 7 단계 정수 파이프 라인 및 10 단계 부동소수점 파이프 라인
- 43 비트 가상 주소 및 40 비트 실물 어드레스
- 최대 8TB 가상 메모리 및 1TB의 실물 메모리 지원
- L1 캐시 : 8KB 명령 캐시 및 8KB KB 데이터 캐시[5]
- L2 캐시 : 96KB[5]
- 128 비트 시스템 버스

### Sunway SW26010
- 4세대(4G)- 2016
- 64-bit RISC 프로세서
- 칩에 4 개의 CPU 클러스터가 있으며, 각각 64 개의 경량 연산 코어에 클러스터 관리 코어가있는 Manycore 아키텍처(architecture)[6]

## 같이 보기
- Sunway Taihu Light(썬웨이 타이후 라이트)